# Forsythia
Forsythia, på dansk nogle gange kaldet vårguld, er en slægt med ca. 10 arter, der er udbredt i Europa og Østasien. Det er løvfældende buske med hule eller kamrede skud. Bladene er modsatte og hele (af og til dog trekoblede). Blomsterne ses allerede før løvspring, og de sidder enkeltvis eller få sammen i bladhjørnerne. De enkelte blomster er 4-tallige og regelmæssige med gule kronblade. Frugten er en torummet kapsel med mange, vingede frø.
| Beskrevne arter |

- Haveforsythia (Forsythia x intermedia)
- Koreansk forsythia (Forsythia ovata)

| Andre arter |

- Forsythia europaea
- Forsythia giraldiana
- Forsythia japonica
- Forsythia mandschurica
- Forsythia suspensa
- Forsythia togashii
- Forsythia viridissima